# 장석주 (시인)
장석주(1955년 1월 31일 음력 1월 8일 ~ )는 대한민국의 시인이자 소설가, 문학평론가다.

## 생애
1955년 1월 8일, 대한민국 충청남도 논산에서 태어났다.
1975년, 월간문학 시 부문 신인상에 ＜심야＞가 당선되어 등단하였다.
1979년, 조선일보 신춘문예에 ＜날아라 시간의 포충망에 붙잡힌 우울한 몽상이여＞가 당선되어 등단하였다. 1979년, 동아일보 신춘문예에 문학평론 ＜존재와 초월＞ 입선하였다.
＜고려원＞ 편집장과 ＜청하＞ 편집발행인을 역임하였다. 계간 ≪현대시세계≫와 계간 ≪현대예술비평≫을 펴내며 기획과 편집을 주관하였다.
2002년, 조선일보 이달의책 선정위원을 역임하였다. 2007년, KBS ‘TV-책을 말하다’ 자문위원을 역임하였다.
동덕여대 문예창작과와 동 대학원에서 소설창작과 소설이론을 강의하였다. 명지전문대와 경희사이버대학교에서 시 창작 연구와 문예편집론 등을 강의하였다.
＜국악방송＞에서 ‘문화사랑방’, ‘행복한 문학’ 등의 진행자로 활동하였다.
현재는 전업 작가로 경기도 안성의 금광호숫가 ‘수졸재’에서 살고 있다.

## 시집
- ≪햇빛사냥≫(고려원, 1979)
- ≪완전주의자의 꿈≫(청하, 1981)
- ≪그리운 나라≫(평민사, 1984)
- ≪어둠에 비친다≫(청하, 1985)
- ≪새들은 황혼 속에 집을 짓는다≫(나남, 1987)
- ≪어떤 길에 관한 기억≫(청하, 1989)
- ≪붕붕거리는 추억의 한때≫(문학과지성사, 1991)
- ≪크고 헐렁헐렁한 바지≫(문학과지성사, 1996)
- ≪간장 달이는 냄새가 진동하는 저녁≫(세계사, 1998)
- ≪물은 천개의 눈동자를 가졌다≫(그림같은세상, 2002)
- ≪붉디붉은 호랑이≫(애지, 2005)
- ≪절벽≫(세계사, 2007)
- ≪몽해항로≫(민음사, 2010)